# قلعة حمص

منظر لمدينة حمص من القلعة

قلعة حمص تقع القلعة في الجنوب الغربي من مدينة حمص القديمة / سوريا على تل ارتفاعه 32 م من المدينة وعلى ارتفاع 533 عن سطح البحر ويعود بناء القلعة إلى الألف الثالث قبل الميلاد.

## تطور القلعة
عندما أصبحت حمص تابعة للإمبراطورية الرومانية الشرقية في سوريا وخاصة في عصر جوليا دومنا ابنة كاهن الشمس في حمص اتسعت المدينة وقلعتها، وتبدو القلعة من الداخل وكأنها مدينة ملكية كاملة فيها أماكن للإقامة ومساكن ومستودعات ومباني إدارية ويحيط بها سور شبه دائري وفيها برجان يعودان إلى العهد الأيوبي وتدل الكتابات على البرج الشمالي أن من بناه هو (أسد الدين شيركوه) حيث زاد شيركوه في تحصين القلعة، أما باقي تحصيناتها فتعود إلى العهدين المملوكي والعثماني، وقد لعبت دورًا مرموقًا في التاريخ وخاصة في عهد الدولة الأيوبية والمماليك.